# Dioscorea sororopana
Dioscorea sororopana är en enhjärtbladig växtart som beskrevs av Julian Alfred Steyermark. Dioscorea sororopana ingår i släktet Dioscorea och familjen Dioscoreaceae. Inga underarter finns listade i Catalogue of Life.